# Андреев, Павел Александрович
Па́вел Алекса́ндрович Андре́ев (родился 19 июля 1992, Санкт-Петербург, Россия) — российский гандболист, мастер спорта, игрок гандбольного клуба «Мешков Брест» и сборной России по гандболу.

## Спортивная карьера
Начал заниматься гандболом в Приморской СДЮСШОР г. Санкт-Петербург. Первым тренером был Сергей Борисович Лозян. С 2006 года играет в составе подмосковного гандбольного клуба «Чеховские медведи». В 2019 году был включен в состав мужской сборной России по гандболу. По итогом сезона 2019/20 мужской Суперлиги был признан Федерацией гандбола России лучшим защитником.

## Достижения
- Чемпион России 2014—2022[3].
- Обладатель Кубка России 2015—2016, 2018—2021.
- Обладатель Суперкубка России 2014—2021.
- Чемпион Белоруссии 2023, 2024.
- Обладатель Кубка Белоруссии 2024, 2025.
- Обладатель Суперкубка Беларуси 2023, 2024.